# XXI Krakowski Muzyczny Szczep Słowiki ZHR im. Karola Szymanowskiego

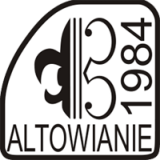
Odznaka Altowianie 1984

XXI Krakowski Muzyczny Szczep „Słowiki” ZHR im. Karola Szymanowskiego – jednostka terytorialna ZHR. Zrzesza drużyny działające w Krakowie na terenie:
- Ogólnokształcącej Szkoły Muzycznej I st. im. I.J. Paderewskiego (ul. Basztowa 8),
- Państwowej Ogólnokształcącej Szkoły Muzycznej II stopnia im. Fryderyka Chopina (ul. Basztowa 6),
- Zespołu Państwowych Szkół Muzycznych im. Mieczysława Karłowicza (os. Centrum E 2).